# Edward Hogg
Edward Hogg (ur. 26 stycznia 1979 w Doncaster) – brytyjski aktor teatralny, telewizyjny i filmowy.
Absolwent londyńskiej Royal Academy of Dramatic Art, którą ukończył w 2002. Jako aktor teatralny grał m.in. w Królu Learze w RSC Academy, Loot w Bristol Old Vic, a także tytułową rolę w Woyzecku w Gate Theatre. Występował także w sztukach wystawianych w Royal National Theatre i na Off-Broadwayu.
W produkcjach telewizyjnych debiutował w 2002, grywając niewielkie role w serialach. Zaczął pojawiać się także w filmach, tj. Nicholas Nickleby, Alfie czy Brothers of the Head. Uznanie przyniósł mu występ w White Lightnin' w 2009, za który otrzymał m.in. nominację do British Independent Film Award w kategorii najbardziej obiecującego aktora. W tym samym roku otrzymał też główną rolę w komedii Bunny and the Bull. Zagrał następnie m.in. Roberta Cecila w Anonimusie Rolanda Emmericha i niewidomego nauczyciela Iana w Imagine Andrzeja Jakimowskiego.

## Filmografia
- 2002: Nicholas Nickleby
- 2004: Alfie
- 2005: Brothers of the Head
- 2007: Doctors (serial TV)
- 2009: Bunny and the Bull
- 2009: White Lightnin'
- 2010: Milczący świadek
- 2010: Wyklęci (serial TV)
- 2011: Anonimus
- 2012: Imagine
- 2015: Jupiter: Intronizacja
- 2017: Tabu (serial TV)[1]